# Robert Gergov
Robert Milanov Gergov (in bulgaro Роберт Миланов Гергов?; Sofia, 24 maggio 1965) è un ex cestista bulgaro.

## Carriera
Con la Bulgaria ha disputato tre edizioni dei Campionati europei (1989, 1991, 1993).

## Palmarès
- Coppa di Bulgaria: 2

CSKA Sofia: 1991
Levski Sofia: 1993